# Amy-Eloise Markovc
Amy-Eloise Markovc, née Neale le 5 août 1995, est une athlète britannique spécialiste des courses de demi-fond et de cross-country. En mars 2021, elle devient championne d'Europe en salle du 3 000 m.

## Carrière
En février 2021, elle bat le record du Royaume-Uni du 2 miles lors du New Balance Indoor Grand Prix en 9 min 30 s 69.
Le 5 mars 2021, elle obtient la médaille d'or du 3 000 m aux championnats d'Europe en salle avec un record personnel en 8 min 46 s 43, devant la Française Alice Finot et sa compatriote Verity Ockenden.

## Palmarès
| Date | Compétition                            | Lieu      | Place | Course               | Temps          |
| ---- | -------------------------------------- | --------- | ----- | -------------------- | -------------- |
| 2011 | Championnats du monde jeunesse         | Lille     | 11e   | 2 000 m st.          | 6 min 37 s 27  |
| 2013 | Championnats du monde de cross-country | Bydgoszcz | 21e   | Cross junior         | 19 min 34 s    |
| 2013 | Championnats du monde de cross-country | Bydgoszcz | 3e    | par équipes          | —              |
| 2013 | Championnats d'Europe juniors          | Rieti     | 5e    | 3 000 m st.          | 10 min 19 s 32 |
| 2014 | Championnats du monde juniors          | Eugene    | 11e   | 3 000 m st.          | 10 min 25 s 14 |
| 2017 | Championnats d'Europe de cross-country | Šamorín   | 4e    | Cross - 23 ans       | 20 min 59 s    |
| 2017 | Championnats d'Europe de cross-country | Šamorín   | 1re   | par équipes - 23 ans | —              |
| 2021 | Championnats d'Europe en salle         | Toruń     | 1re   | 3 000 m              | 8 min 46 s 43  |
| 2022 | Championnats d'Europe                  | Munich    | 5e    | 5 000 m              | 15 min 08 s 75 |